# Грімпар
Грімпа́р (Dendrocincla) — рід горобцеподібних птахів родини горнерових (Furnariidae). Представники цього роду мешкають в Мексиці, Центральній і Південній Америці.

## Види
Виділяють шість видів:
- Грімпар великий (Dendrocincla tyrannina)
- Грімпар білогорлий (Dendrocincla merula)
- Грімпар рудий (Dendrocincla homochroa)
- Грімпар рудокрилий (Dendrocincla anabatina)
- Грімпар сірощокий (Dendrocincla fuliginosa)
- Грімпар бурий (Dendrocincla turdina)

## Етимологія
Наукова назва роду Dendrocincla походить від сполучення слів дав.-гр. δενδρον — дерево і лат. cinclus — дрізд.